# Wladimir Michailowitsch Korezki
Wladimir Michailowitsch Korezki (* 6. Februarjul. / 18. Februar 1890greg. in Jekaterinoslaw, Gouvernement Jekaterinoslaw, Russisches Kaiserreich; † 25. Juli 1984 in Kiew, Ukrainische SSR) war ein ukrainisch-sowjetischer Jurist und von 1961 bis 1970 Richter am Internationalen Gerichtshof in Den Haag.

## Leben
Wladimir Korezki wurde 1890 in Jekaterinoslaw in der heutigen Ukraine geboren und absolvierte bis 1916 ein Studium an der Rechtswissenschaftlichen Fakultät der Universität Charkow. Ab 1920 lehrte er Staats- und Rechtsgeschichte am Rechtswissenschaftlichen Institut Charkow, an dem er einen Lehrstuhl innehatte. Während des Zweiten Weltkrieges wurde Korezki nach Taschkent evakuiert, wo er ebenfalls als Dozent tätig war. 1944 kehrte er an das Charkiwer Institut zurück, wo er nunmehr Internationales Recht lehrte. Fünf Jahre später wurde er Leiter des Instituts für Staat und Recht der Ukrainischen Akademie der Wissenschaften.
Neben seiner wissenschaftlichen Tätigkeit nahm Wladimir Korezki an einer Reihe internationaler Konferenzen als Delegierter der Sowjetunion beziehungsweise der Ukrainischen SSR teil, darunter in den Jahren 1958 und 1960 an der Internationalen Seerechtskonferenz der Vereinten Nationen. 1960 wurde er zum Richter am Internationalen Gerichtshof in Den Haag gewählt. In dieser Funktion amtierte er von 1961 bis 1970, darunter von 1967 bis 1970 als Vizepräsident des Gerichtshofs. Er starb 94-jährig in Kiew und wurde auf dem Lukjaniwska-Friedhof beerdigt.

## Auszeichnungen
Wladimir Korezki, der in seinem Leben über 100 wissenschaftliche Werke veröffentlichte, wurde 1948 als Vollmitglied in die Ukrainische Akademie der Wissenschaften aufgenommen. Darüber hinaus erhielt er mehrere ranghohe staatliche Auszeichnungen der Sowjetunion, darunter den Leninorden, den Orden des Roten Banners der Arbeit sowie den Titel Held der sozialistischen Arbeit. Anlässlich seines 130. Geburtstages gab die Nationalbank der Ukraine 2020 ihm zu Ehren eine 2-Hrywnja-Gedenkmünze heraus.